# Monsoon Accessorize

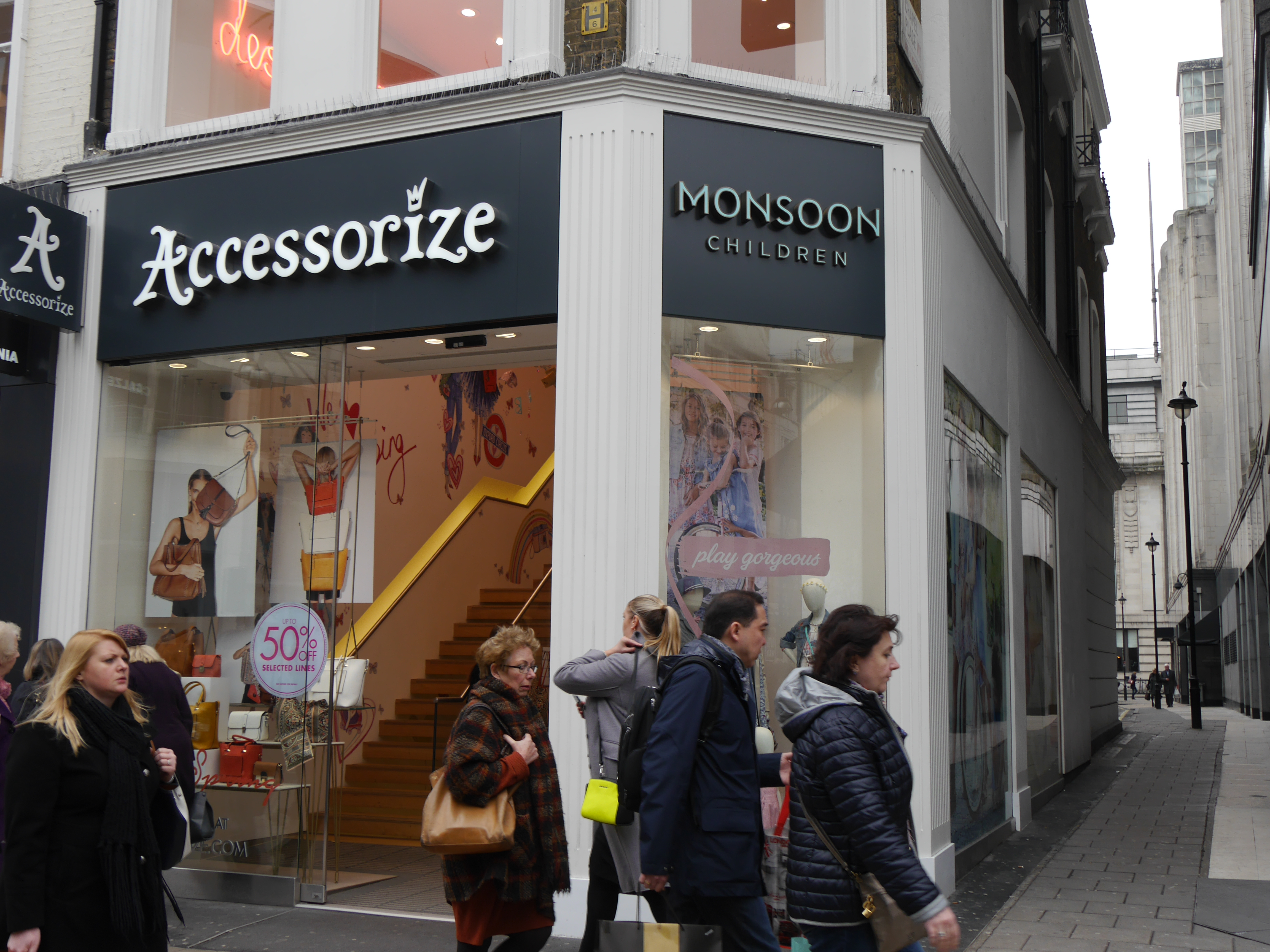
Магазин «Monsoon Accessorize» на Оксфорд-стрит, Лондон, 2016 год.

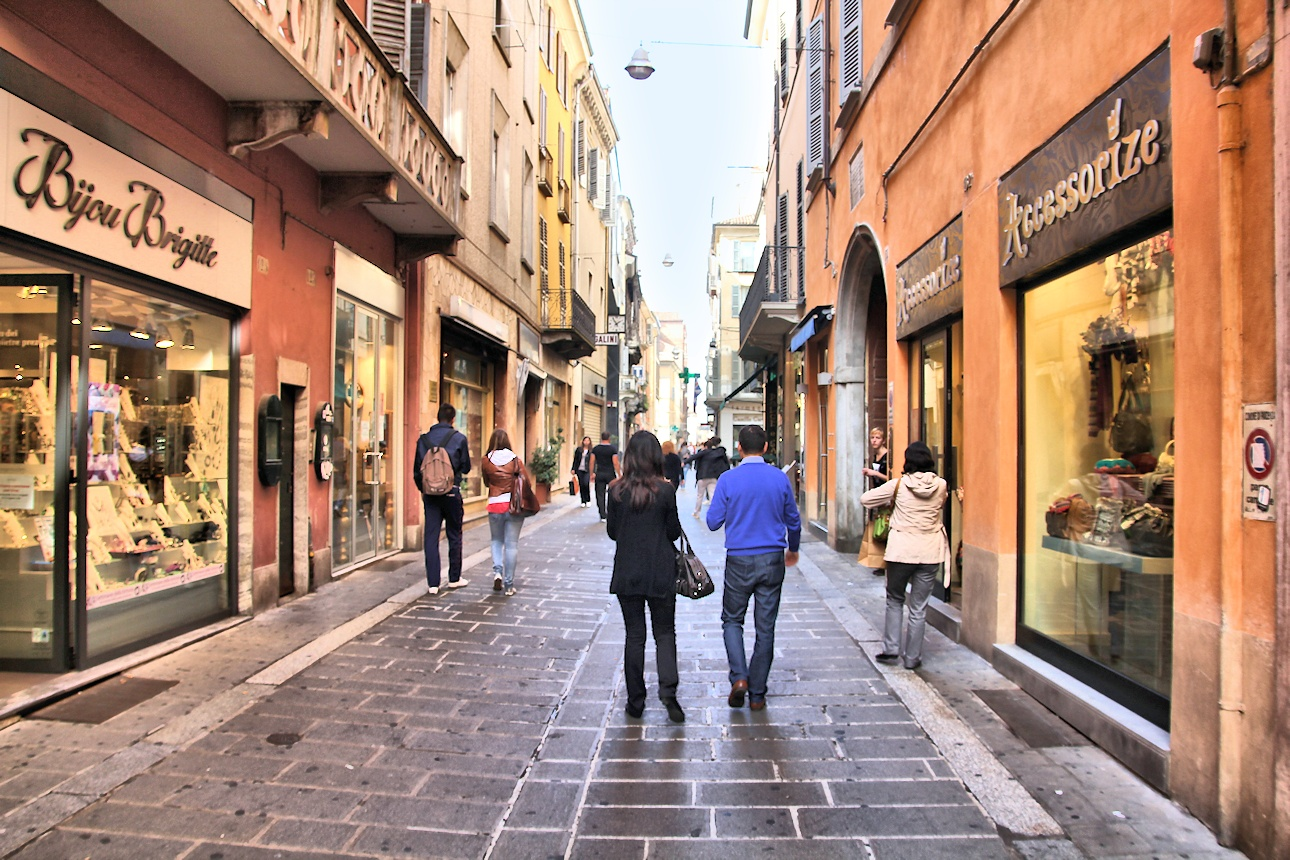
Магазин «Accessorize» в городе Пьяченца, Италия.

Monsoon Accessorize — британская компания, объединившая в себе две международные торговые сети одежды и аксессуаров — «Monsoon» и «Accessorize».
В 2018 году компания насчитывала 181 магазин в Великобритании.

## История
Компания «Monsoon» была основана в Лондоне в 1973 году Питером Саймоном, рыночным торговцем, и открыла свой первый магазин на Бошамп-Плейс в мае того же года. Первый магазин «Accessorize» открылся в 1984 году, по соседству с Monsoon в Ковент-Гардене.
В 1994 году была создана благотворительная организация «Monsoon Accessorize Trust» для оказания помощи малоимущим женщинам и детям в Азии.
В 1998 году компания была зарегистрирована на фондовой бирже. В 2007 году Саймон заплатил 185 миллионов фунтов стерлингов, чтобы снова сделать ее частной.
В 2009 году компания переехала в новое здание, спроектированное Оллфордом Холлом Монаганом Моррисом в Ноттинг-Дейле. Здесь находится коллекция компании, насчитывающая около 300 произведений современного искусства.
С начала 2013 года по февраль 2015 года Джон Брауэтт, бывший глава отдела розничной торговли Apple, был главным исполнительным директором компании. Его сменил Пол Аллен, который проработал до августа 2019 года, когда Питер Саймон и исполнительный директор, Ник Стоу совместно взяли на себя роль генерального директора.

## Критика
В феврале 2013 года компания «Forum of Private Business» раскритиковала компанию «Monsoon» за требование ко всем новым поставщикам предоставлять общую скидку до 4 % на все счета-фактуры, а также дополнительную плату до 10 % за досрочную оплату.
В октябре 2015 года компания «Monsoon» возглавила список, опубликованный Управлением по налоговым и таможенным сборам Великобритании, которые не смогли выплатить минимальную заработную плату. Из-за политики, требующей от сотрудников носить одежду от «Monsoon» на работе, стоимость которой вычиталась из заработной платы, компания фактически недоплатила своим работникам в Великобритании более чем 104 000 фунтов стерлингов. Компания была оштрафована более чем на 28 000 фунтов стерлингов и начала выплачивать пособие на одежду и повышенную зарплату.

## Финансовые показатели
За 12 месяцев до августа 2018 года компания управляла 181 магазином в Великобритании. Поданные счета показали оборот в размере £296 млн, из которых £62 млн поступили из зарубежных магазинов. Фирма зафиксировала постналоговый убыток в размере 22,5 млн фунтов стерлингов за год.
В июле 2019 года большинство арендодателей «Monsoon» согласились снизить арендную плату в 135 магазинах, следуя предложенной компанией добровольной договоренности ритейлера.